# Hans-Jürgen Silbermann
Hans-Jürgen Silbermann (* 1947) ist ein deutscher Kabarettist, Schauspieler und Hörspielsprecher.

## Leben
Silbermann hat nach dem Abitur an der Theaterhochschule Leipzig studiert. Er spielte schon in mehreren Kino- und Fernsehproduktionen mit. Auch als Kabarettist und Komiker ist er auf vielen Theaterbühnen zu sehen.

## Filmografie (Auswahl)

### Filme und Serien
- 1969: Drei von der K; Folge: Der Mann, der tot sein wollte
- 1973: Polizeiruf 110: Freitag gegen Mitternacht (TV-Reihe)
- 1973: Die klugen Dinge – Fernsehfilm
- 1975: Heute ist Freitag – Fernsehfilm
- 1976: Das Mädchen Krümel – Mehrteiliger Fernsehfilm
- 1976: So ein Bienchen – Fernsehfilm
- 1980: Archiv des Todes; Folge: Der Tote im Salz
- 1983: Märkische Chronik; Folge: Die Gutsfrau und ihr Herr
- 1991: Der Verdacht
- 1992: Wir Enkelkinder
- 1994: Familie Heinz Becker; In der Galerie
- 1994: Ein unvergessliches Wochenende... am Tegernsee
- 2000: Wenn Männer Frauen trauen – Fernsehfilm
- 2001: Verkehrsgericht; Folge: Tödliche Falle
- 2001: Streit um drei (1 Folge)
- 2004: (T)Raumschiff Surprise – Periode 1
- 2005: Herbert und Schnipsi Folge: Zimmer zu vermieten
- 2006: Pfarrer Braun: Drei Särge und ein Baby
- 2006: SOKO 5113; Folge: Unter Wölfen
- 2006: Der letzte Zug
- 2009: Normal is des ned! – Fernsehserie
- 2011: Tatort: Jagdzeit
- 2011: Tatort: Ein ganz normaler Fall
- 2012: Um Himmels Willen: Flieg, Engelchen, Flieg
- 2013: Mein Vater, seine Freunde und das ganz schnelle Geld
- 2015: Hubert und Staller: Folge 58: Fit in den Tod
- 2020: Sturm der Liebe – Fernsehserie

### Fernsehshows
- Münchner Lach- und Schießgesellschaft
- Grünwald Freitagscomedy
- Ottis Schlachthof
- Kanal fatal
- Herbert und Schnipsi

## Hörspiele
- 1970: Schwarze Scalare – Regie: Walter Niklaus
- 1971: Bericht beim Kommandeur – Regie: Detlef Kurzweg
- 1972: ... und dann hinaus ins Leben – Regie: Theodor Popp
- 1973: Die letzte Seite im Tagebuch – Regie: Günther Rücker
- 1973: Es regnet – Regie: Werner Zippel
- 1973: Tisch und Bett – Regie: Walter Niklaus
- 1974: Die Komplicen – Regie: Walter Niklaus
- 1974: Rosa ohne Waffelmuster – Regie: Hannelore Solter
- 1975: Plesskauer Harte – Regie: Joachim Staritz
- 1975: Eröffnungsbilanz – Regie: Werner Grunow
- 1975: Stefan Johrsch – Lehrling – Regie: Klaus Zippel
- 1976: Alfons Köhler – Regie: Walter Niklaus
- 1976: Die Ausrottung der Praktikanten – Regie: Walter Niklaus
- 1977: Die Bienenkönigin – Regie: Walter Niklaus
- 1977: Ein Tag wie ein ganzes Leben – Regie: Fritz Göhler, Wolfgang Schonendorf, Günter Bormann und Achim Scholz
- 1977: In Sachen Schulhoflinde – Regie: Günter Bormann
- 1978: Wölfe im Lager – Regie: Walter Niklaus
- 1978: Ideale Arbeitsbedingungen – Regie: Achim Scholz
- 1979: Kurzschluß – Regie: Achim Scholz
- 1979: Teilung eines Hauses – Regie: Walter Niklaus
- 1979: Der Amselprozeß – Regie: Klaus Stöcker
- 1979: Fahrerlaubnis – Regie: Walter Niklaus
- 1980: Zwei Flaschen Bier – Regie: Walter Niklaus
- 1980: Prestige – Regie: Walter Niklaus
- 1980: Der kleine Riese – Regie Annegret Berger
- 1986: Dort statt hier, hier statt dort – Regie: Walter Niklaus
- 1991: Der letzte Detektiv; Folge: Paranoia – Regie: Werner Klein
- 1995: Der letzte Detektiv; Folge: Unterwelt – Regie: Werner Klein